# Serafin (Dułgow)
Serafin, imię świeckie Igor Aleksandrowicz Dułgow (ur. 1923 w Moskwie, zm. 24 listopada 2003 w Chavincourt-Provemont) – biskup Rosyjskiego Kościoła Prawosławnego poza granicami Rosji.

## Życiorys
W wieku pięciu lat emigrował razem z matką do Berlina, następnie do Francji. Uczył się w korpusie kadetów im. cesarza Mikołaja II w Wersalu i znajdującej się w tym samym mieście rosyjskiej szkole założonej przez białych emigrantów. Jako uczeń był ministrantem i psalmistą w cerkwi w Wersalu.
W momencie wybuchu II wojny światowej był uczniem szkoły inżynieryjnej. Już po zakończeniu działań wojennych ukończył studia teologiczne w Instytucie św. Sergiusza z Radoneża w Paryżu, uzyskując dyplom końcowy w 1950. Pracował jako robotnik, będąc równocześnie hipodiakonem biskupa brukselskiego i zachodnioeuropejskiego Nataniela.
W 1961 w soborze Podwyższenia Krzyża Pańskiego w Genewie został wyświęcony na kapłana (w jurysdykcji Rosyjskiego Kościoła Prawosławnego poza granicami Rosji). Skierowany do służby w cerkwi św. Michała Archanioła w Cannes, od 1971 był także dziekanem wszystkich parafii Cerkwi Zagranicznej w południowej Francji z godnością protoprezbitera. Przez pewien czas spełniał obowiązki p.o. proboszcza parafii św. Mikołaja w Lyonie.
We wrześniu 1993 złożył wieczyste śluby mnisze, przyjmując imię zakonne Serafin na cześć św. Serafina (Zahorowskiego). 19 września tego samego roku w soborze w Genewie został wyświęcony na biskupa leśniańskiego, wikariusza eparchii zachodnioeuropejskiej. 3 listopada tego samego roku został administratorem eparchii zachodnioeuropejskiej, zaś w 1995 mianowano go jej ordynariuszem. W 2000 został przeniesiony w stan spoczynku, zaś jako stałe miejsce jego pobytu wyznaczono monaster Leśniańskiej Ikony Matki Bożej w Chavincourt-Provemont. Zmarł na raka trzy lata później i został pochowany na klasztornym cmentarzu.